# 陳王道 (吳江)
陳王道（1531年—？），字孟甫，號敬所，又号浩庵，直隸蘇州府吳江縣人，明朝政治人物。

## 生平
嘉靖十八年（1539年）为诸生。嘉靖四十三年（1564年）由縣學附學生中式甲子科應天府鄉試第十二名舉人，嘉靖四十四年（1565年）聯捷乙丑科會試第一百三十一名，殿試登三甲四十三名进士。兵部观政，同年六月授浙江鄞县知县，丁忧去職。隆慶四年（1570年）三月补山东阳信县知县，皆以才能廉慎著称。萬曆五年（1577年）八月选授南京江西道御史，患病。同年復除南京河南道御史，萬曆九年四月升福建邵武府知府，五月降调外任，卒。

## 家族
曾祖陳厚，祖陳洪，父陳完，封御史；母陶氏，贈孺人。弟陳王言；陳王教。

## 故居
同里御史第、珍珠塔。